# Cisowa Turnia
Cisowa Turnia (1112 m) – reglowy szczyt wznoszący się po południowej stronie nad polanami Biały Potok i Siwa Polana w polskich Tatrach Zachodnich. Stanowi zakończenie północno-zachodniego grzbietu Kominiarskiego Wierchu oddzielającego Dolinę Lejową od Doliny Chochołowskiej. W zachodnie stoki Cisowej Turni wcina się Macicki Żleb.
Cisowa Turnia zbudowana jest z eoceńskich skał osadowych płaszczowiny choczańskiej. Jest całkowicie zalesiona, niedostępna turystycznie, i tylko jej podnóżami prowadzi zielony szlak turystyczny od Polany Biały Potok do Doliny Chochołowskiej. Znajduje się na obszarze Tatrzańskiego Parku Narodowego, ale stanowi własność Wspólnoty Leśnej Uprawnionych Ośmiu Wsi, która pod kontrolą parku prowadzi w niej wyrąb lasu i gospodarkę leśną.